# Provincia de Tuluá
La provincia de Tuluá fue una de las provincias del Estado Soberano del Cauca y del Departamento del Cauca (Colombia). Fue creada por medio de la ley 81 del 11 de octubre de 1859, a partir del territorio central de la provincia del Cauca. Tuvo por cabecera a la ciudad de Tuluá. La provincia comprendía el territorio de las actuales regiones vallecaucanas del Centro y Norte.

## Geografía

### Límites
La provincia de Tuluá en 1859 limitaba al sur con la de Buga; al oriente con la cima de la cordillera Central hasta las cabeceras de la quebrada de La Honda y por las aguas de esta hasta el río Cauca, siguiendo el curso de este hasta el punto llamado el Lindero; de allí a la cordillera Occidental hasta la provincia de Buga.

### División territorial
En 1876 la provincia comprendía los distritos de Tuluá (capital), Bugalagrande, Higuerón, Huasanó, Pescador, Roldanillo, San Vicente, Yegüerizo  y Zarzal.
En 1905 la provincia comprendía los distritos de Tuluá (capital), Bugalagrande, San Vicente y Zarzal.